# Desmopachria chei
Desmopachria chei är en skalbaggsart som beskrevs av K. B. Miller 1999. Desmopachria chei ingår i släktet Desmopachria och familjen dykare. Inga underarter finns listade i Catalogue of Life.